# Avondale (Arizona)
Avondale – miasto w Stanach Zjednoczonych, w stanie Arizona, w hrabstwie Maricopa. Według spisu z 2020 roku liczy 89,3 tys. mieszkańców. Jest częścią obszaru metropolitalnego Phoenix. 
Zlokalizowany jest tutaj tor wyścigowy Phoenix Raceway. Otwarty w 1964 roku, jest gospodarzem dwóch weekendowych wyścigów NASCAR. 